# Киносян, Степан Ильич
Степан Ильич Киносян (з.-арм. Գինոսեան Ստեփան Եղիայի; 27 октября 1900, село Сатха — 9 сентября 1965, Москва) — советский военачальник, генерал-лейтенант (1945), кандидат военных наук (1956).

## Биография
Родился 27 октября 1900 года в селе Сатха Ахалкалакского уезда Тифлисской губернии в семье крестьянина. Армянин.

### Детство и юность
После окончания начальной сельской школы поступил в Ахалкалакское высшее училище. Однако завершить учёбу ему не удалось.
В апреле 1918 года турки вторглись в Армению. Киносяну вместе с семьёй пришлось бежать на север и временно обосноваться в Цалкском районе Грузии. После возвращения на родину, в поисках работы Киносян уехал в соседний город Ахалкалаки, затем переехал в Александрополь (ныне город Гюмри). В это время в Армении у власти были дашнаки, они принудительно призвали Киносяна в свою армию, и зачислили его писарем нестроевой команды.
В результате прихода Красной армии на территорию Армении в ноябре 1920 года Республика Армения, правительственные войска были разгромлены и дашнакское правительство прекратили своё существование, а руководство партии было вынуждено эмигрировать.

### В годы гражданской войны
В 1920 году Киносян добровольно вступил на службу в Красную гвардию, и участвовал в установлении Советской власти в Армении и Грузии.
В апреле 1921 года он стал членом ВКП(б).

### В межвоенные годы
В 1923 году командование направлило Киносяна на учёбу в Москву, в 1-ю Советскую объединённую военную школу РККА им. ВЦИК, которую он успешно окончил через два года и его оставили в школе в качестве командира учебного взвода.
Весной 1926 года Киносяна перевели в армянскую военную школу в город Эривань, а после объединения национальных военных школ направили в Закавказскую военную школу. Здесь за шесть лет службы он занимал должности: помощника командира роты, командира курсантской роты, помощника начальника учебного отдела школы.
Весной 1933 года Киносян стал слушателем основного факультета Военной академии им. М. В. Фрунзе.
Учёбу в академии он закончил в ноябре 1936 года с дипломом 1-й степени и был назначен на должность начальника 1-й части штаба 48-й стрелковой дивизии. Более года ему приходилось по совместительству исполнять обязанности начальника штаба дивизии.
Деятельность майора Киносяна постепенно выходила за рамки служебной. Ещё во время учёбы в академии он являлся редактором курсовой газеты, работал пропагандистом на одном из авиационных заводов. В дивизии он также включился в активную партийно-политическую и общественную работу. Киносян был избран членом партийного бюро и секретарём парторганизации.

Служебную деятельность Степана Киносяна в период до 1937 года его начальники характеризуют следующим образом:
«Степан Киносян в военном отношении подготовленный командир. Обладает хорошими методическими навыками и высокими организаторскими способностями. С чувством высокой ответственности относится к выполнению своего служебного, партийного и общественного долга перед Родиной. Способен самостоятельно разрабатывать планы, поучительно проводить войсковые и командно-штабные учения в масштабе дивизия- армия. Обладает глубокими знаниями марксистско-ленинской теории. В политике Коммунистической партии разбирается свободно и умело её пропагандирует массам. Товарищ Киносян дисциплинированный, инициативный, волевой, требовательный к себе и подчиненным командир. Беззаветно предан делу Коммунистической партии и социалистической Родине».
— На главном направлении (о генерал-лейтенанте С. И. Киносяне) // Казарьян А. В. Война, люди, судьбы. Очерки. Ереван, 1975
Летом 1939 года Киносян был назначен помощником начальника отдела штаба Киевского особого военного округа. В том же году он в составе конно-механизированной группы комкора И. В. Болдина в должности начальника отделения штаба участвовал в Польском походе Красной армии. Также Киносян 1939—1940 годах полковник Киносян принимал участие в боях с белофиннами, за что был удостоен правительственной награды — ордена Красного знамени.
В декабре 1940 года Киносян был назначен начальником первого отделения оперативного отдела штаба Прибалтийского особого военного округа.

### В годы Великой Отечественной войны
С начала Великой Отечественной войны Киносян был назначен начальником оперативного отдела штаба 33-й армии, сформированной в Московском военном округе в июле 1941 года.
Первой, хотя и небольшой по размаху операцией, в разработке и в руководстве которой Киносян участвовал как начальник оперативного отдела штаба 33-й армии, была ликвидация прорыва немцев в районе Наро-Фоминска в конце ноября и в первых числах декабря тяжёлого 1941 года. Тогда войска 33-й армии занимали оборону по восточному берегу реки Нара. Советские позиции были вытянуты в «нитку», то есть, оперативное построение армии представляло собой один эшелон, без наличия резервов в глубине.
На первый взгляд данное оперативное построение армии противоречило требованиям современного боя и операции. Но командование армии, располагая ограниченными силами, преследовало далеко идущие цели. Преднамеренно создавались условия для прорыва противником советской обороны в центре, чтобы потом с обоих флангов наброситься на наступающего противника, окружить и завершить его разгром. Можно сказать, что всё было задумано классически. Однако германское командование быстро разгадало возможность окружения и приостановило наступление, не решаясь развивать его дальше. Лишь подтянув дополнительные силы, немцы внезапным ударом сумели прорвать фронт, вышли на подступы к Апрелевке и стали угрожать наступлением на Москву.
Положение создалось критическое. Наспех сколотив небольшой отряд за счёт ослабления первой линии обороны, командование 33-й армии ночью нанесло внезапный удар во фланг прорвавшемуся противнику. Наступавшая пехотная дивизия немцев, усиленная 30 танками, была отброшена и положение было восстановлено.
23 января 1942 года отдельным приказом по войскам Западного фронта № 70, подписанным командующим фронтом Г. К. Жуковым, полковник Киносян был награждён орденом Красного знамени, а 17 ноября того же года ему было присвоено звание генерал-майора.
В марте 1943 года в ходе Ржевско-Вяземской операции 33-й армия, в которой Киносян был начальником штаба, ликвидировала вражеский плацдарм Ржев—Вязьма—Гжатск.
9 апреля 1943 года Киносян Указом Президиума Верховного Совета СССР был награждён орденом Кутузова 2-й степени.
В июне 1944 года Киносян был назначен начальник штаба 49-й армии. В Белорусской операции войска 49-й армии в составе 2-го Белорусского фронта занимали центральное положение. Действуя в первом эшелоне и нанося главный удар, они прорвали сильно укрёпленную оборону немцев по рубежу реки Проня.
Генералом Киносяном, как начальником штаба 49-й армии, было проявлено большое мастерство в детальной разработке, подготовке и осуществлении прорыва современной обороны с форсированием крупной водной преграды. В результате успешно проведённой советскими войсками Белорусской операции, в районе Минска была окружена крупная группировка германских войск. Перед войсками 49-й армии была поставлена задача ликвидировать ту группировку противника, с которой они с большим успехом справились.
В Восточно-Прусской операции 49-й армия также наступала на направлении главного удара 2-го Белорусского фронта. Войска армии должны были прорвать многополосную, заблаговременно подготовленную оборону противника. Для выполнения боевой задачи командование применило глубокое эшелонирование боевых порядков с целью непрерывного наращивания усилий из глубины. Наступление развивалось успешно. Хорошо оправдали себя действия в ночное время передовых штурмовых батальонов, выделенных от каждой наступающей стрелковой дивизии. Непрерывное наращивание удара лишало врага возможности принять контрмеры, маневрировать резервами.
Классической можно назвать и Гданьскую (Данцигскую) операцию 2-го Белорусского фронта. Накануне 49-й армия совершила легендарный 250-километровый марш-манёвр на р. Висла в районе Грудзяндз. Войска армии наступали в центре фронта. Их действия надёжно прикрывала авиация. Части и подразделения действовали согласованно, с большим умением поддерживали высокий темп наступления. В результате хорошо подготовленной и быстро проведённой Гданьской наступательной операции, вся северная группа германской армии была прижата к морю и уничтожена. Советское командование упредило готовившуюся нанести контрудар крупную танковую группировку врага. Фланг центральной группы советских войск, развивающих удар на Берлин, был надёжно обеспечен.
После овладения городом Гданьском 49-я армия вновь совершила марш-манёвр, на этот раз автотранспортом вдоль реки Одер, в район южнее Штеттина. Впервые за всю войну Киносяну, как начальнику штаба, пришлось в таком масштабе организовать и осуществить автоперевозки всей армии. Но и с этой задачей он справился отлично.
19 апреля 1945 года ему было присвоено звание генерал-лейтенант.
Успешную операцию провела 49-я армия и на реке Одер. Это была операция по прорыву сильной, глубоко эшелонированной обороны противника с форсированием крупной водной преграды.

### Послевоенные годы
В послевоенный период служил начальником штаба ряда военных округов.
В 1950 году, после окончания Военной академии Генерального штаба им. К. Е. Ворошилова, Киносян остался в академии на преподавательской работе.

Текст аттестации за период с января 1957 года по январь 1958 года:

«Генерал-лейтенант Киносян С. И. работает в Высшей военной академии с 1950 года в должности старшего преподавателя, а с 1957 года — курсового руководителя по кафедре стратегии и оперативного искусства.

В годы Великой Отечественной войны, работая начальником штаба армии и в послевоенный период — начальником штаба военного округа, товарищ Киносян приобрел богатый практический опыт по организации управления войсками в операциях.

Теоретическая подготовка товарища Киносяна хорошая, методикой обучения слушателей и подготовки преподавательского состава владеет, занятия проводит поучительно.

Товарищ Киносян систематически работает над собой, что позволило ему подготовить и защитить дипломную работу на получение права окончившего ВВА, а в 1956 году — диссертацию на ученую степень кандидата военных наук.

К служебным поручениям относится вдумчиво и выполняет их добросовестно.

Пользуется заслуженным авторитетом среди слушателей и преподавателей.

Лично дисциплинирован, требователен к себе и подчиненным. Морально устойчив, активно участвует в общественно-политической и партийной жизни кафедры и академии.

Предан делу Коммунистической партии и Родине.

Заключение начальника академии: достоин назначения на должность заместителя начальника кафедры оперативного искусства.»
— Маршал Советского Союза — И. Баграмян.
В 1964 году генерал-лейтенант Киносян по болезни был вынужден оставить службу в рядах Советских Вооруженных Сил.
29 сентября 1965 года скоропостижно скончался. Похоронен на Армянском кладбище в Москве.

## Награды
- орден Ленина (1945[5])
- пять орденов Красного Знамени (1940, 23.01.1942, 03.11.1944[5], 29.05.1945, 1950[5])
- орден Кутузова 1-й степени (10.04.1945)
- орден Богдана Хмельницкого 1-й степени (24.04.1944)
- орден Суворова 2-й степени (28.09.1943)
- орден Кутузова 2-й степени (09.04.1943)
  - Медали СССР:
  - «За оборону Москвы»
  - «За Победу над Германией в Великой Отечественной войне 1941—1945 гг.»
  - «Двадцать лет Победы в Великой Отечественной войне 1941—1945 гг.»
  - «За взятие Кенигсберга»
  - «20 лет Рабоче-Крестьянской Красной Армии»
  - «30 лет Советской Армии и Флота»
  - «40 лет Вооружённых Сил СССР»
  - «В память 800-летия Москвы»

Благодарности, объявленные в Приказах Верховного Главнокомандующего
- За овладение городами Восточной Пруссии Вилленберг, Ортельсбург, Морунген, Заальфельд и Фрайштадт — важными узлами коммуникаций и сильными опорными пунктами обороны немцев. 23 января 1945 года. № 246
- За овладение городом Черск — важным узлом коммуникаций и сильным опорным пунктом обороны немцев в северо-западной части Польши. 21 февраля 1945 года. № 283
- За овладение городами Бытув (Бютов) и Косьцежина (Берент) — важными узлами железных и шоссейных дорог и сильными опорными пунктами обороны немцев на путях к Данцигу. 8 марта 1945 года. № 296
- За овладение важными узлами железных и шоссейных дорог — городами Лауенбург и Картузы (Картхауз). 10 марта 1945 года. № 298
- За овладение городом и крепостью Гданьск (Данциг) — важнейшим портом и первоклассной военно-морской базой немцев на Балтийском море. 30 марта 1945 года. № 319
- За овладение главным городом Померании и крупным морским портом Штеттин, а также городов Гартц, Пенкун, Казеков, Шведт. 26 апреля 1945 года. № 344
- За овладение городами Пренцлау, Ангермюнде — важными опорными пунктами обороны немцев в Западной Померании. 27 апреля 1945 года. № 348
- За овладение городами Эггезин, Торгелов, Пазевальк, Штрасбург, Темплин — важными опорными пунктами обороны немцев в Западной Померании. 28 апреля 1945 года. № 350
- За овладение городами важными узлами дорог Анклам, Фридланд, Нойбранденбург, Лихен и вступление на территорию провинции Мекленбург. 29 апреля 1945 года. № 351
- За овладение городами Грайфсвальд, Трептов, Нойштрелитц, Фюрстенберг, Гранзее — важными узлами дорог в северо-западной части Померании и в Мекленбурге. 30 апреля 1945 года. № 352
- За овладение городами Штральзунд, Гриммен, Деммин, Мальхин, Варен, Везенберг — важными узлами дорог и сильными опорными пунктами обороны немцев. 1 мая 1945 года. № 354
- За овладение городами Барт, Бад-Доберан, Нойбуков, Варин, Виттенберге и за соединение на линии Висмар, Виттенберге с союзными нам английскими войсками. 3 мая 1945 года. № 360

## Иностранные награды
- Кавалер рыцарского ордена «Виртути Милитари» (ПНР) (1945)
- Орден «Крест Грюнвальда» II степени (ПНР, 1945)
- Медаль «За Одер, Нейсе, Балтику» (ПНР, (1945)

### Комментарии
1. ↑  Фамилия «Киносян» ([kʰinosjɑ́n]) является западноармянской формой армянской фамилии Գինոսյան (произносится как Гиносян в восточноармянском). Имя «Степан» сохранило русскую адаптацию.